# Cai Lorenz von Brockdorff

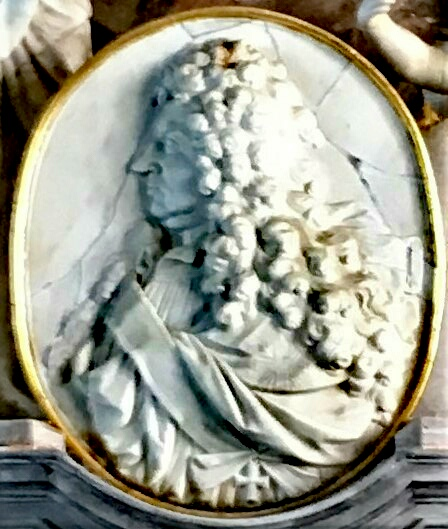
Cai Lorenz von Brockdorff

Graf Cai Lorenz von Brockdorff (* 1. September 1646; † 30. März 1725 auf Kletkamp) war ein holsteinischer Gutsbesitzer und dänischer Geheimrat.

## Leben
Cai Lorenz von Brockdorff entstammte dem schleswig-holsteinischen Uradelsgeschlecht (Equites Originarii) von Brockdorff. Er war das einzige Kind von Oberst Cai Bertram Brockdorff (1619–1689) auf Bothkamp aus dessen erster Ehe mit Susanna Amalia, geb. von Münster, verwitwete von Waldau (1618–1656). Schon in jungen Jahren wurde er 1667 Kammerherr der Königin Charlotte Amalie und später Landrat.
1667 übertrug ihm sein Vater die Adligen Güter Kletkamp und Grünhaus (heute Ortsteil von Kirchnüchel). Am 26. Mai 1672 wurde er in den dänischen Grafenstand erhoben; am 3. Juni 1706 auch von Kaiser Joseph I. gemeinsam mit seinem jüngeren Sohn in den Reichsgrafenstand.
Neben Kletkamp und Grünhaus besaß Brockdorff auch das Gut Westensee. Er war, wie schon sein Vater vor ihm, Dompropst und Archidiaconus des Domstifts in Utrecht (seit der Reformation reine Präbenden ohne geistliche Aufgaben), Herr auf Haus Doorn und Uiterwyck/Werwick. Ab 1690 versuchte er Dompropstei und Doorn zu verkaufen, 1701 ging beides an den brandenburgischen Gesandten bei den Generalstaaten Friedrich-Wilhelm von Diest (1647–1726).
Seit dem 2. Februar 1674 war er verheiratet mit Freiin Sophie Amalie von Schack (* 1657 in Hamburg; † 1713), einer Tochter des dänischen Feldmarschalls Hans von Schack. Das Paar hatte elf Kinder, von denen jedoch nur zwei Söhne das Erwachsenenalter erreichten. Christian Friedrich/Frederik (* 15. April 1679; † 4. April 1750) übernahm Kletkamp und Grünhaus und setzte die ältere gräfliche Linie des Geschlechts fort. Sein jüngerer Bruder Cai Bertram Bendix von Brockdorff (* 4. Mai 1680; † 14. Juni 1710), Reichsgraf seit 1706, erwarb im selben Jahr durch Heirat mit Susanne Elisabeth von Schaumberg Schney, das bis 1873 zum Sitz der fränkischen, reichsgräflichen Linie wurde.

## Rechtsstreit
Weil sein Vater Bothkamp nur an seine Kinder aus seiner 1671 geschlossenen zweiten Ehe mit Hedwig von Ranzau (1650–1678) vererben wollte, kam es darüber zu einem Streit, der auch nach dem Tod des Vaters noch lange andauerte. Zwei Töchter aus dieser zweiten Ehe, Benedicte Margrethe (1678–1739), verheiratet mit dem Geheimrat Christian Detlev von Reventlow, und Dorothea (1672–1706), verheiratet mit Woldemar Freiherr von Löwendal, erklärten, dass ihr älterer Halbbruder Cai Lorenz 1681 durch eine Vereinbarung mit dem Vater zugunsten von ihnen und ihren jüngeren Geschwistern auf Bothkamp verzichtet habe. Mit Testament vom 1. Januar 1687 enterbte Cai Bertram von Brockdorff seine Tochter Dorothea Löwendal, und Benedicte Reventlow machte, nachdem eine dritte Schwester, Margrethe Amalie, geheiratet hatte, einen alleinigen Anspruch auf Bothkamp geltend. Cai Lorenz Brockdorff und seine Halbschwester Dorothea Löwendal griffen das Testament des Vaters an. Das Holsteinische Landgericht erklärte es für ungültig, aber der Fall ging bis vor das Reichskammergericht in Wetzlar, das 1701 zugunsten von Brockdorff entschied. Benedicte Margrethe von Reventlow gab den Kampf jedoch nicht auf und erwirkte von König Friedrich IV. eine einstweilige Verfügung, die die Durchsetzung des Urteils aufhielt. Der Streit zog sich weit über 20 Jahre hin, bis der Reichshofrat 1725 die einstweilige Verfügung aufhob. Der Fall endete bald danach mit einem Vergleich, als Kletkamp wegen der Prozesskosten kurz vor dem Konkurs stand: Cai Lorenzs Sohn Christian Friedrich von Brockdorff (1679–1750), an den sein Vater Kletkamp und Grünhaus bereits vor 1712 veräußert hatte, verzichtete gegen eine Entschädigung von 150.000 Reichstalern auf seine Ansprüche auf Bothkamp.

## Bautätigkeit

### Herrenhaus Kletkamp

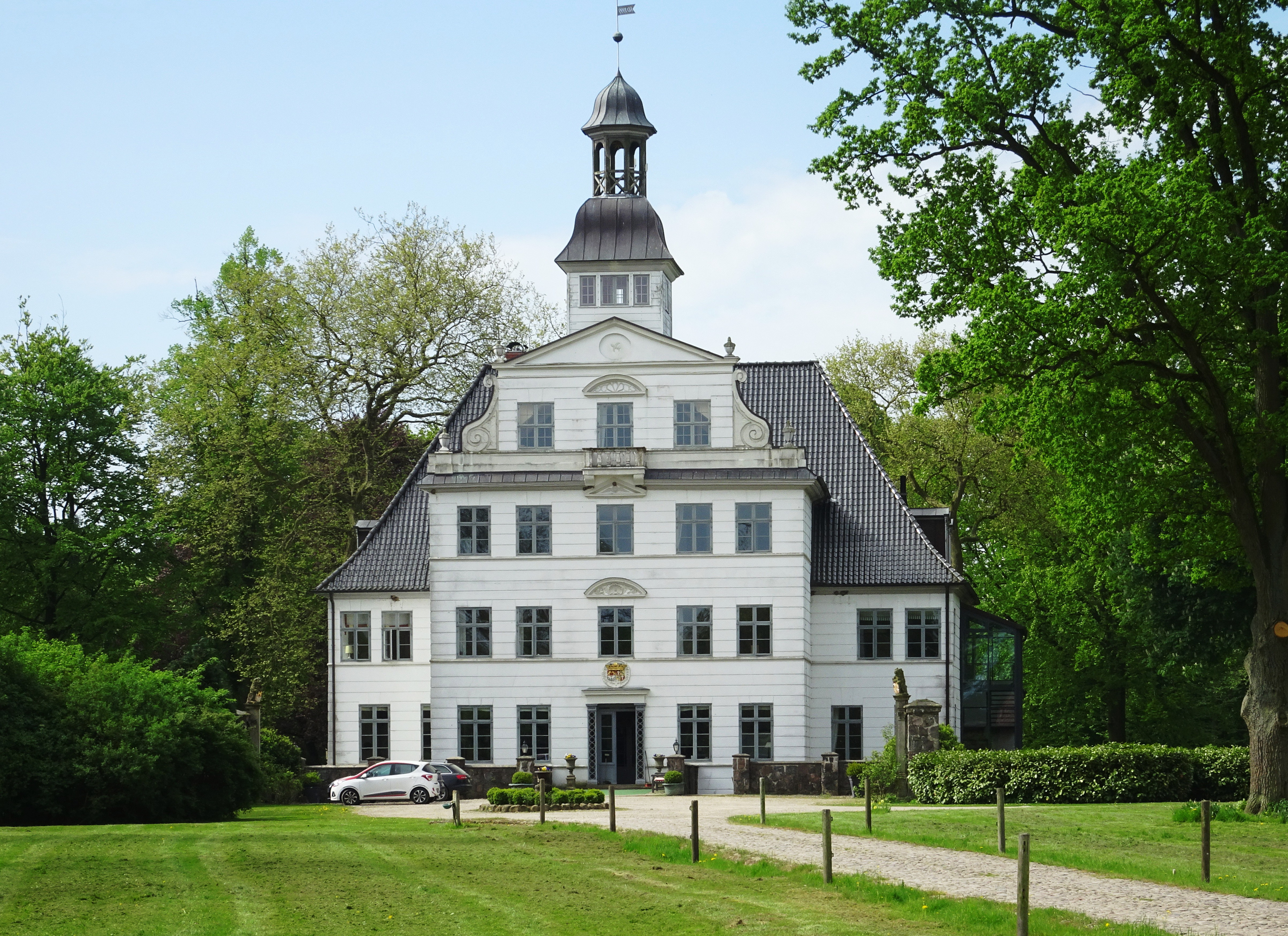
Herrenhaus Kletkamp

Als Brockdorff Kletkamp übernahm, war das Herrenhaus ein quadratischer Fachwerkbau der Renaissance. 1676 ließ er es in einer für Holstein untypischen, monumentalen Weise umbauen. Der Baumeister P. S. Brögers, dem die Baumaßnahmen zugeschrieben werden, stammte aus Utrecht. Sie verliehen dem ehemals schlichten Gutshaus den sehr viel anspruchsvolleren Charakter eines holländischen Kasteels. Dem dadurch erhaltenen zweistöckigen Kernbau, heute der älteste erhaltene Gutshausbau im Land Schleswig-Holstein, wurde ein mächtiger, viergeschossiger und übergiebelter Risalit im Stil des holländischen Klassizismus vorgesetzt, der ursprünglich an drei Seiten durchfenstert war und als Bekrönung einen Turm mit einer Art Belvedere-Geschoss, Laterne und Zwiebelhaube hatte.

### Mausoleum
Cai Lorenz von Brockdorff war Patron der Pfarrkirche für Grünhaus, der Marienkirche in Kirchnüchel. 1692 ließ er die Kirche renovieren und stiftete eine neue Orgel. Von 1692 (Inschrift am Portal) bis 1709 ließ er an der Südseite ein Mausoleum für sich und seine Familie anbauen, das mit der Kirche durch einen kurzen Gang verbunden ist. Der würfelförmige, jetzt zementverputzte barocke Baukörper mit Eckpilastern, je einem gerahmten und übergiebelten Fenster beziehungsweise Blendfenster in jeder Wand, flachem Zeltdach und offener Laterne mit geschweifter Haube gilt als „bedeutendstes Beispiel seiner Gattung an einer schleswig-holsteinischen Landkirche.“ Die plastische Ausschmückung übertrug er dem flämischen, vor allem in Dänemark und in und um Lübeck tätigen Bildhauer Thomas Quellinus, der auch schon das Grabmal für Brockdorffs Schwiegervater Hans von Schack in Kopenhagen geschaffen hatte. Er gestaltete das Gruftinnere nach Art von Doppelkapellen mit einer niedrigen in der Mitte nach oben offenen Kellerzone für die Sandstein-Särge und darüber eine Gedächtnishalle mit Eckpilastern, Muldengewölbe und Stuckdekor. An der Stirnwand (Südwand) befindet sich das Marmorepitaph mit breitem Postament und Inschriftkartusche, dem ovalen Bildnismedaillon Brockdorffs vor einem tuchumhangenen Obelisken, umgeben von einer Chronos-Statue, Putten und Wappenkartuschen sowie zwei weiteren Bildnismedaillons seiner Eltern. Gekrönt wird die geschweifte Rückwand vom Stern des Dannebrogordens und einem Kreuz.

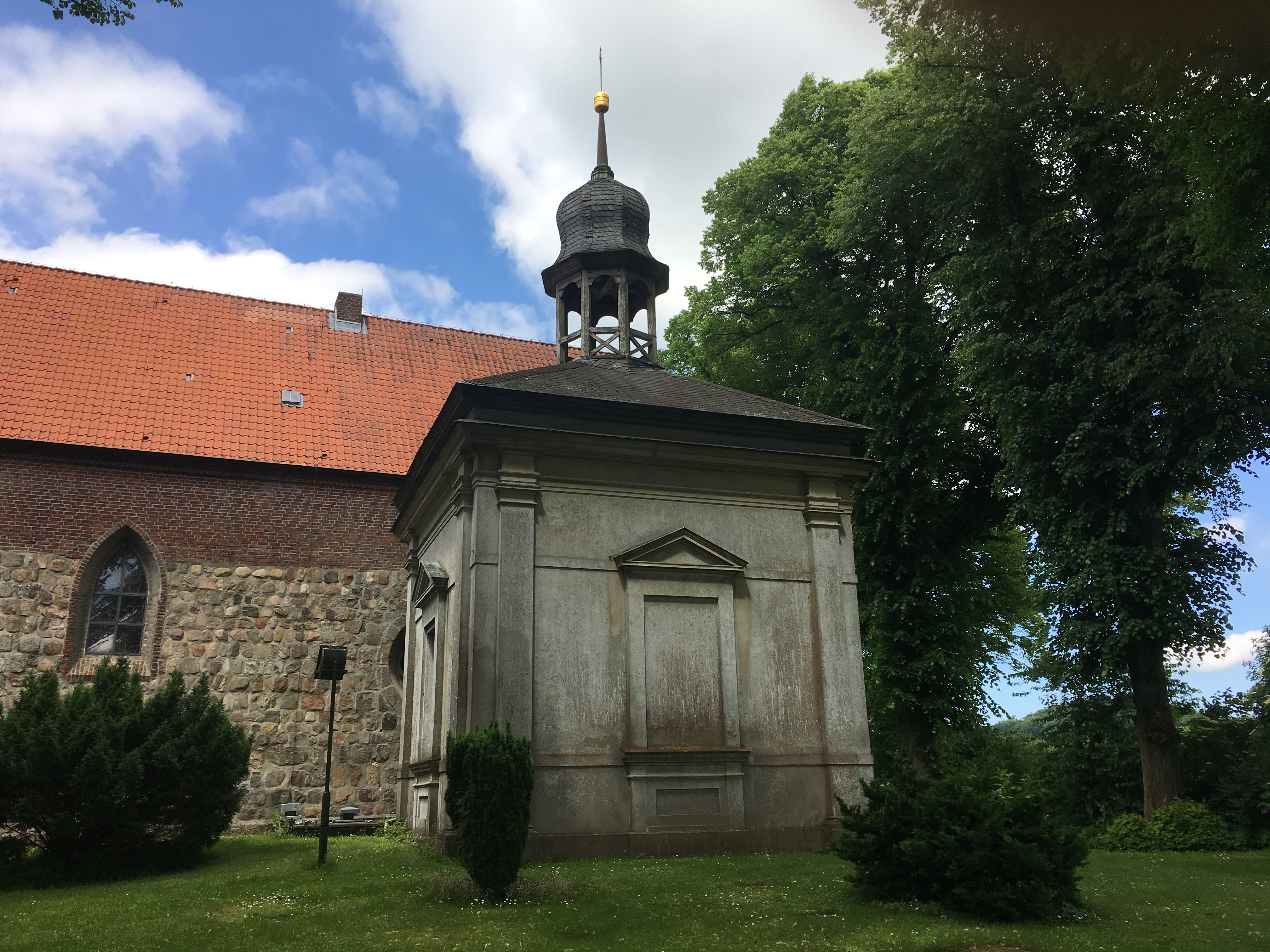
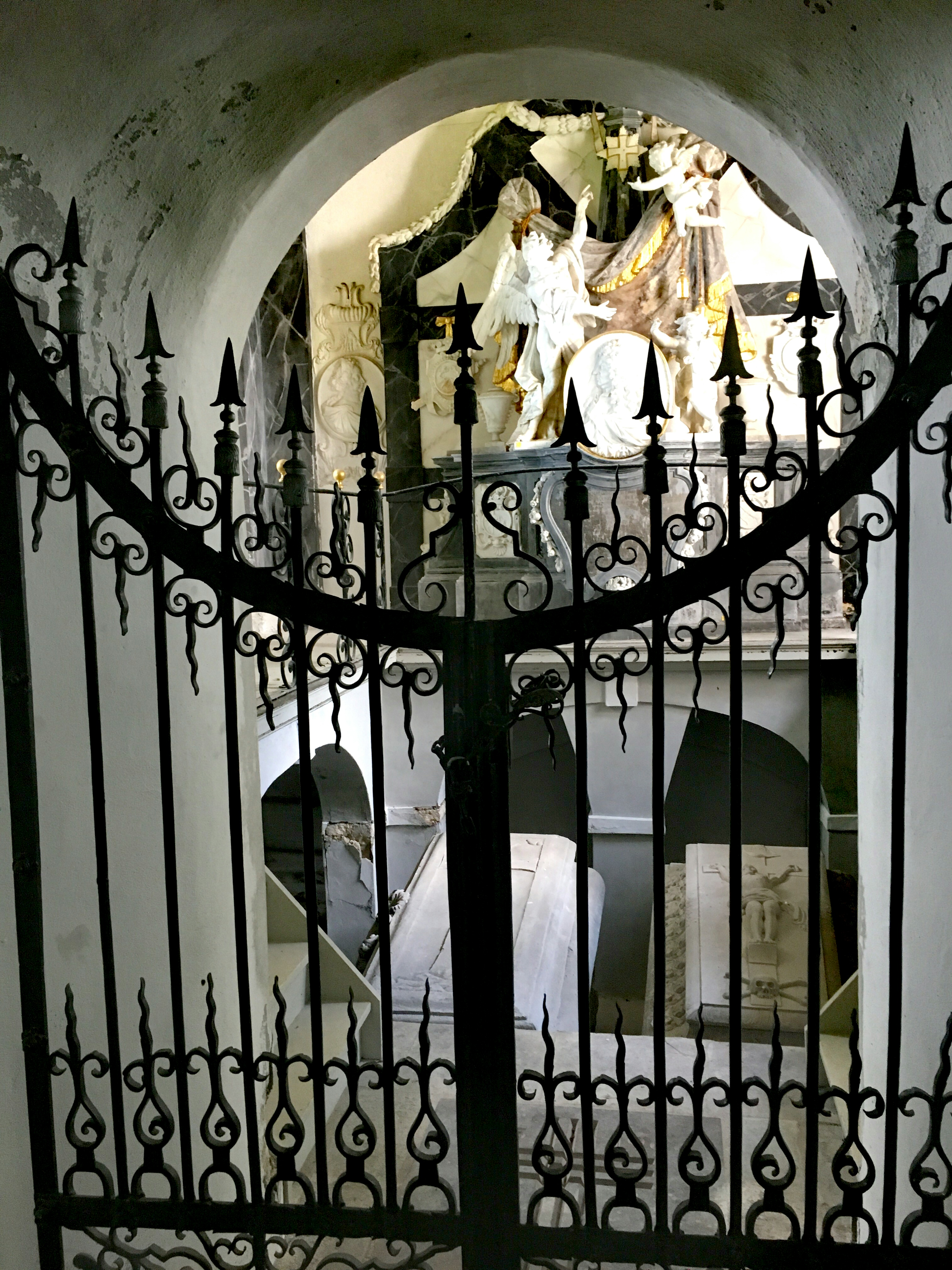
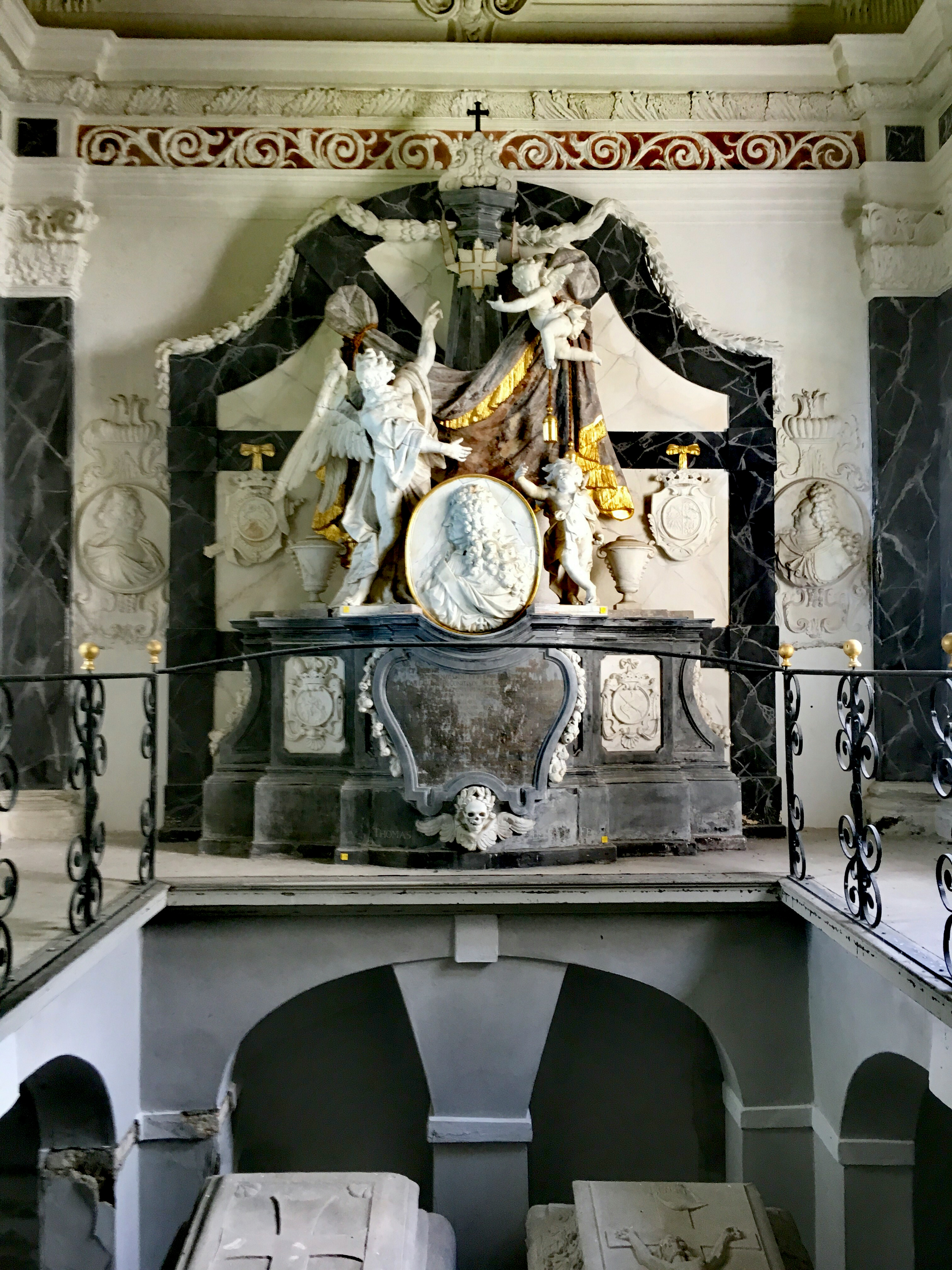

## Auszeichnungen
- Dannebrogorden, Ritter (Oktober 1671, bei der Stiftung des Ordens)